# Berghülen
Berghülen är en kommun (tyska Gemeinde) i Alb-Donau-Kreis i förbundslandet Baden-Württemberg i Tyskland. Kommunen består av ortsdelarna (tyska Ortsteile) Berghülen och Bühlenhausen. Folkmängden uppgår till cirka 2 100 invånare, på en yta av 26,13 kvadratkilometer.
Kommunen ingår i kommunalförbundet Blaubeuren tillsammans med staden Blaubeuren.

## Befolkningsutveckling
| Befolkningsutvecklingen i Berghülen 1975–2015 | Befolkningsutvecklingen i Berghülen 1975–2015 | Befolkningsutvecklingen i Berghülen 1975–2015 | Befolkningsutvecklingen i Berghülen 1975–2015 | Befolkningsutvecklingen i Berghülen 1975–2015 |
| --------------------------------------------- | --------------------------------------------- | --------------------------------------------- | --------------------------------------------- | --------------------------------------------- |
|                                               |                                               |                                               |                                               |                                               |
| År                                            |                                               |                                               | Folkmängd                                     | Areal (ha)                                    |
| 1975                                          | 1975                                          |                                               | 1 566                                         | 2 613                                         |
| 1980                                          | 1980                                          |                                               | 1 644                                         |                                               |
| 1985                                          | 1985                                          |                                               | 1 665                                         |                                               |
| 1990                                          | 1990                                          |                                               | 1 767                                         |                                               |
| 1995                                          | 1995                                          |                                               | 1 902                                         |                                               |
| 2000                                          | 2000                                          |                                               | 1 967                                         |                                               |
| 2005                                          | 2005                                          |                                               | 1 956                                         |                                               |
| 2010                                          | 2010                                          |                                               | 1 901                                         |                                               |
| 2015                                          | 2015                                          |                                               | 1 900                                         |                                               |
|                                               |                                               |                                               |                                               |                                               |